# فريق الكلية العسكرية
فريق الكلية العسكرية هو فريق رياضي عراقي سابق، مقره في العاصمة بغداد، تم تأسيسه عام 1937 باسم الكلية العسكرية الملكية، وفي عام 1958 تم تبديل الاسم إلى فريق الكلية العسكرية، تم حله عام 1991 مع العديد من فرق الجيش الأخرى بسبب حرب الخليج.

## الإنجازات

### محلية
- كأس العراق
  - الوصيف (1): 1948-49

### إقليمي
- دوري المؤسسات - بغداد
  - الفائز (1): 1948-49
  - الوصيف (1): 1961-62
- كأس المثابرة - بغداد
  - الوصيف (1): 1962